# Lijst van afleveringen van Law & Order: Special Victims Unit (seizoen 2)
Dit artikel vat het tweede seizoen van Law & Order: Special Victims Unit samen.

## Hoofdrollen
- Christopher Meloni - rechercheur Elliot Stabler
- Mariska Hargitay - rechercheur Olivia Benson
- Richard Belzer - rechercheur John Munch
- Michelle Hurd - rechercheur Monique Jefferies
- Ice-T - rechercheur Fin Tutuola
- Dann Florek - hoofd recherche Donald Cragen
- Stephanie March - assistent officier van justitie Alexandra Cabot

## Terugkerende rollen
- Tamara Tunie - dr. Melinda Warner
- BD Wong - dr. George Huang
- J.K. Simmons - dr. Emil Skoda
- Carolyn McCormick - dr. Elizabeth Olivet
- Isabel Gillies - Kathy Stabler
- Erin Broderick - Maureen Stabler
- Joanna Merlin - rechter Lena Petrovsky
- Harvey Atkin - rechter Alan Ridenour
- Tom O'Rourke - rechter Mark Seligman

## Afleveringen
| Aflevering | Titel           | Schrijver                                           | Regie                | Uitzenddatum VS  | Selectie gastrollen |
| --- | --------------- | --------------------------------------------------- | -------------------- | ---------------- | --- |
| 1. | Wrong Is Right  | David J. Burke                                      | Jeff Eckerle         | 20 oktober 2000  | Lance Reddick - dr. Taylor Adam Kaufman - Michael Goren Gerry Bamman - Craig Prince Paul Wesley - Danny Burrell                                                                                      |
| Als Stabler met zijn dochter Maureen op weg naar huis zijn zien zij een man langs de weg liggen die in brand staat. Deze verschrikkelijke gebeurtenis maakt veel indruk op Maureen, Stabler en Benson gaan op onderzoek uit. Zij komen erachter dat het slachtoffer eerst neergeschoten is en het lichaam daar gedumpt is. Het slachtoffer blijkt een geheim leven geleid te hebben en had een goede baan bij een militaire instantie, dit maakt het onderzoek moeilijk omdat zij weinig medewerking krijgen. Ondertussen wordt rechercheur Jeffries ontslagen en wordt vervangen door rechercheur Fin Tutuola. De rechercheurs krijgen een vaste assistente officier van justitie, Alexandra Cabot. |                 |                                                     |                      |                  | |
| 2. | Honor           | Jonathan Greene Robert F. Campbell                  | Alan Metzger         | 27 oktober 2000  | Anil Kumar - Jaleel Amir Susham Bedi - Aziza Amir Marshall Manesh - Saleh Amir Aasif Mandvi - professor Husseini                                                                                     |
| Als er een meisje vermoord wordt gevonden in het park gaan Benson en Stabler op onderzoek uit. Het blijkt te gaan om Nafeesa Amir, een dochter van een Afghaanse diplomaat. Dit is een groot probleem in verband met de diplomatieke onschendbaarheid. De vader en broer van het slachtoffer vinden het niet erg dat zij vermoord is en al snel rijst het vermoeden dat de broer de dader is. Nafeesa en haar broer Jaleel een hebben opvoeding gehad naar de Taliban tradities en dat is Nafeesa waarschijnlijk vermoord omdat zij een afvallige zou zijn geweest. Sterker nog, Nafeesa was uitgehuwelijkt aan een Talibanfunctionaris en in ruil daarvoor mocht de vader, die voor het door de Taliban verdreven regime werkte, ongehinderd naar Afghanistan terugkeren. Nafeesa gaf echter toe een vriendje te hebben met wie ze seks had gehad wat niet alleen de familie-eer zou hebben bezoedeld, maar ook vaders plannen doorkruist. De rechercheurs richten zich naar de moeder, hopende dat zij uit liefde voor haar dochter kan vertellen wat er gebeurd is. Ze getuigt tegen haar zoon; hij had inderdaad in opdracht van haar man Nafeesa gedood. Dit heeft grote gevolgen voor de moeder, ook zij betaalt met haar leven. |                 |                                                     |                      |                  | |
| 3. | Closure: Part 2 | Wendy West                                          | Jean de Segonzac     | 3 november 2000  | Tracy Pollan - Harper Anderson Neil Maffin - Kenneth Cleary Evy O'Rourke - Meredith Cleary Ned Eisenberg - Rothberg Peter Davies - baas van Kenneth Cleary                                           |
| Als een vrouw seksueel wordt aangevallen gaan Benson en Stabler op onderzoek uit. Deze aanval doet hen denken aan een zaak die zij zes maanden hebben gehad (zie Closure). Zij denken dat de hoofdverdachte van toen nu weer toegeslagen heeft. Het onderzoek wordt belemmerd door Harper Anderson, het slachtoffer van toen. Anderson stalkt de verdachte en geeft alle informatie door aan de rechercheurs en zijn vrouw. Dit doet zij omdat zij haar verkrachting van toen wil afsluiten en zo haar leven weer terug krijgt. |                 |                                                     |                      |                  | |
| 4. | Legacy          | Jeff Eckerle                                        | Jud Taylor           | 10 november 2000 | Jennifer Dundas - Jamie McKenna Paul Michael Valley - Randall McKenna Adam Zolotin - Justin McKenna Yancey Arias - Denny Corea Skye McCole Bartusiak - Jennifer                                      |
| Een seksueel misbruikt kind van zeven jaar oud ligt in een diepe coma, Benson en Stabler gaan op zoek naar de dader. De vader, een Cubaanse vluchteling met een kort lontje en een strafblad, beschuldigt de stiefvader van het meisje. De stiefvader en moeder wijzen naar de vader. Ook is er een voogdijstrijd gaande: de moeder eist volledige voogdij, de vader kan dit niet accepteren, maakte zich zorgen over de blauwe plekken bij het dochtertje, en wil het kind naar Cuba ontvoeren. De vader mishandelt de stiefvader zwaar waardoor ook hij in een coma raakt. Wanneer een haar afkomstig is uit de haarborstel van de 15-jarige stiefbroer van het meisje, wordt deze verdacht. Dan blijkt dat de echte dader de moeder was; ze was vroeger zelf mishandeld kon niet tegen het gehuil van haar dochtertje. Ze had het meisje 'voor straf' verkracht met de haarborstel van haar stiefzoon (haar moeder 'strafte' haar vroeger op dezelfde wijze), en toen ze nog niet stopte met huilen tegen de muur gesmeten waarop ze in coma raakte. De moeder geeft niets om het feit dat haar dochter en man in coma liggen, haar stiefzoon in hechtenis zit en haar ex naar Cuba gedeporteerd zal worden; ze vindt vooral zichzelf erg zielig. Munch raakt emotioneel betrokken bij deze zaak omdat een vergelijkbare zaak hem al jaren achtervolgt.                                                                                       |                 |                                                     |                      |                  | |
| 5. | Baby Killer     | Lisa Marie Petersen Dawn DeNoon                     | Juan José Campanella | 17 november 2000 | Nicolas Martí Salgado - Elias Barrera Sara Ramirez - mevr. Barrera Robert Montano - mr. Barrera Carlos Leon - Nicky Crow                                                                             |
| Een jong meisje wordt doodgeschoten door een klasgenootje. Elias is met 7 jaar de jongste verdachte die de rechercheurs ooit onder handen hebben genomen. Er ontstaat een mediahype over de 'kiddie killer', bovendien is er een raciale component omdat het meisje zwart en Elias Hispanic is. Het OM staat onder grote politieke druk het jongetje naar de gevangenis te sturen; wie al op 7-jarige leeftijd begint met moorden is een gevaar voor zijn omgeving. Forensisch onderzoek wijst uit dat het wapen waarmee Elias geschoten heeft door hem gevonden is en dat het wapen gebruikt is bij een afrekening en dat Elias hiervan getuige was. Elias had het wapen gevonden en meegenomen omdat hij bang was dat de dader hem anders ook zou doodschieten. Toen de dader hem op school opzocht, richtte hij het wapen uit pure angst op hem en raakte per ongeluk het meisje. Het OM vordert ovar en Alex Cabot trotseert hiermee alle politieke druk, bijgestaan door de moeder van het slachtoffer die de mensen oproept naar huis te gaan en op hun kinderen te letten. Maar diezelfde avond wordt de politie geroepen voor nog een moord. De dader is de 12-jarige broer van het meisje, het slachtoffer is Elias. |                 |                                                     |                      |                  | |
| 6. | Noncompliance   | Judy McCreary                                       | Elodie Keene         | 24 november 2000 | Kevin Breznahan - Mark Nash Kathleen Chalfant - Mevr. Nash Danny Mastrogiorgio - Earl Miller / Gilmore William Youmans - Ben Moreland                                                                |
| Als een psychologiestudent die in een winkel bijwerkt wordt verkracht en doodgeschoten en een klant neergestoken wordt gaan Benson en Stabler op onderzoek uit. Zij komen uit bij een verdachte die lijdt aan schizofrenie en weigert zijn medicijnen in te nemen. Tegen de wens van zijn moeder overtuigen de rechercheurs hem dat hij zijn medicijnen moet innemen om tegen de vermoedelijke dader te getuigen, namelijk de klant die het meisje had verkracht en vermoord en door de getuige was betrapt. Dit brengt een discussie op gang over de rechten van een patiënt. De medicijnen nemen de psychose bij de getuige weg maar deze kan de werkelijkheid niet aan een pleegt zelfmoord. De verdachte gaat hierdoor vrijuit en de moeder wenst de rechercheurs naar de hel. |                 |                                                     |                      |                  | |
| 7. | Asunder         | Judy McCreary                                       | David Platt          | 1 december 2000  | Nestor Serrano - Lloyd Andrews Amy Carlson - Patricia Andrews Kevin O'Rourke - Sam Dylan Price - Danny Tatum Jerome Preston Bates - Clarkson                                                         |
| Een vrouw komt bij de rechercheurs aangifte doen van een verkrachting. Zij beweert verkracht te zijn door haar man. Ook deelt zij mee dat haar man een politieagent is. Als Benson en Stabler de verdachte arresteren, beweert hij dat onschuldig te zijn. Nu moeten de rechercheurs uitzoeken wie gelijk heeft in dit welles–nietesspelletje. Ondertussen neemt rechercheur Jeffries ontslag bij de politie en dient een aanklacht in vanwege discriminatie. |                 |                                                     |                      |                  | |
| 8. | Taken           | Dawn DeNoon Lisa Marie Petersen                     | Michael Fields       | 15 december 2000 | Jenna Lamia - Siobhan Miller Bill Winkler - Beau Miller Nealy Glenn - Patricia Ann Miller Derek Cecil - Russell Ramsay Tim Hopper - Terry Wilde                                                      |
| Als een zeventienjarig meisje wordt verkracht op een openingsfeest van een nieuw luxe hotel gaan Benson en Stabler op onderzoek uit. De zaak neemt een rare wending als de familie van het slachtoffer als het hotel de zaak stil willen houden om een discrete schikking te treffen zodat het hotel geen negatieve publiciteit treft. De rechercheurs realiseren al snel dat het slachtoffer niet zo onschuldig is als zij eerst doet voorkomen, helemaal als er een onschuldige man slachtoffer wordt van haar complot en in hechtenis wordt genomen. Het blijkt een bende oplichters te zijn die een onschuldige man erin hadden geluisd seks met het meisje te hebben, dat 23 en niet 17 is, om zo het hotel geld af te troggelen. Het meisje bekent en getuigt tegen de andere bendeleden in ruil voor een deal maar wordt vervolgens opnieuw gearresteerd: de man die ze erin had geluisd is in hechtenis door andere gevangenen te grazen genomen en gedood, waardoor ze schuld heeft aan zijn dood. Munch moet het droeve nieuws aan de vriendin van de man vertellen. |                 |                                                     |                      |                  | |
| 9. | Pixies          | Tracey Stern Clifton Campbell Jeff Eckerle          | Jean de Segonzac     | 12 januari 2001  | Kate Mara - Lori Armand Schultz - Kyle Hubert Courtney Jines - Hannah Miller Barbara Garrick - moeder van Hannah Blythe Auffarth - Amanda                                                            |
| Als een zestienjarige meisje vermoord wordt gevonden gaan Benson en Stabler op onderzoek uit. Zij blijkt seksuele verwondingen te hebben en ook blauwe plekken en geheelde botbreuken, dit wijst op langdurig misbruik. Tevens had zij dure sieraden en kleding aan. De rechercheurs ontdekken al snel dat het meisje, Kirsty, een belofte was in de turnwereld, zij had een harde trainer, Ilya Korska, en dat zij in de belangstelling stond van een oudere man, 'Popi', die ook een sponsor was van de turnvereniging. Kirsty en Popi bleken inderdaad een seksuele verhouding te hebben maar er is geen sprake van misbruik daar het meisje 19 was, er jonger uitzag, en over haar leeftijd loog om in het programma te komen. Bovendien had ze het uitgemaakt op aandringen van Korska. Uiteindelijk bekent de dader; het is haar beste vriendin van de turnschool, jaloers op Kirsty omdat het haar allemaal kwam aanwaaien. Ze wordt opgepakt en wil met Korska spreken, temeer daar hij een bedenkelijke rol in de toedracht had gespeeld. Maar Korska heeft geen tijd: de turnkampioenschappen komen eraan. |                 |                                                     |                      |                  | |
| 10. | Consent         | Jeff Eckerle                                        | James Quinn          | 19 januari 2001  | Tammy Blanchard - Kelly D'Leah Chris Beetem - Joe Templeton jr. Marika Dominczyk - Tess Michner Michelle Monaghan - Dana Kimble Elizabeth Hendrickson - Mindy Schumacher Zak Orth - Wally Parkers    |
| Een studente, Kelly D'Leah, wordt verkracht op een studentenfeest en Benson en Stabler gaan op onderzoek uit. D'Leah kan niets meer herinneren en zij ontdekken dat zij gedrogeerd was met de date rape drug GHB, dit geeft hun verschillende verdachten en medeplichtigen. Een belangrijke ontdekking is dat Wally, de jongen die seks met haar had niet wist dat zij gedrogeerd was. Een andere jongen, Joe, had eveneens seks met haar gehad. Uiteindelijk blijkt dat het een wraakactie was van een medestudente en een vriendin van haar omdat Kelly haar vriendje Joe had 'ingepikt' dat haar bovendien gonorroe had bezorgd. Omdat nog steeds niet duidelijk bewezen kan worden dat zowel Joe als Wally wisten dat Kelly gedrogeerd was, wordt de meisjes slechts drugsbezit te laste gelegd en gaan de jongens vrijuit, hoewel de universiteit alle vier verwijdert. Kelly vraagt zich af of het het allemaal wel is waard geweest en bekent de anticonceptiepillen niet te hebben ingenomen, waardoor ze zwanger zou kunnen zijn. |                 |                                                     |                      |                  | |
| 11. | Abuse           | Lisa Marie Petersen Dawn DeNoon Gwendolyn M. Parker | Richard Dobbs        | 26 januari 2001  | Christine Andreas - Ricki Austin Michael Weaver - David Russo Hayden Panettiere - Ashley Austin Black Babo Harrison - Connie                                                                         |
| Een jongen, Corbett, rent huilend het toilet uit waar hij met zijn privéleraar was, de straat op, waar hij dodelijk wordt aangereden. Er wordt misbruik vermoed, temeer daar de leraar erg aanhalig deed, maar het blijkt dat de leraar de biologische vader was van Corbett. Het slachtoffer was een adoptiefzoon van twee beroemde zangers. Zij waren zo met hun werk bezig dat zij hun zoon negeerden. De vrees bestaat dat hun andere kind, Ashley, hetzelfde lot ondergaat. Benson gelooft dat Ashley psychische schade oploopt en als zij actie wil ondernemen tegen de ouders brengt dit haar carrière in gevaar. Een ieder die probeert Ashley te helpen stuit op een muur van tegenwerking. Benson en Corbet lijden een grote nederlaag voor de familierechter. Ashley moet weer terug naar haar ouders die beide beterschap beloven; de moeder gaat voorlopig niet meer op tournee en zal meer tijd bij Ashley zijn. Terwijl Benson voor straf bureauwerk moet doen en een disciplinaire hoorzitting tegemoet ziet, gooit haar baas een krant op haar bureau: de moeder is toch op tournee gegaan. |                 |                                                     |                      |                  | |
| 12. | Secrets         | Robert F. Campbell Jonathan Greene Wendy West       | Arthur W. Forney     | 2 februari 2001  | Neko Parham - Ethan Chance Suzzanne Douglas - moeder van Ethan Dean Nolen - Philip Montrose Mark Pinter - Jordan Owens                                                                               |
| Als een lerares, Marnie, verkracht en vermoord wordt gevonden gaan Benson en Stabler op onderzoek uit. Op het eerste gezicht had zij een eenvoudig en simpel leven, totdat er foto's opduiken waar zij seksueel op poseert. Nu beseffen zij dat zij de dader in een andere hoek moeten zoeken. Marnie bleek seksverslaafd en zocht het in keiharde seks in duistere clubs met zoveel mogelijk mannen tegelijk. De verdachte blijkt een man die in Connecticut wegens stalking was veroordeeld en die ze kende uit het sekswereldje; de politie vermoedt echter dat hij haar stalkte en op deze wijze met haar in contact wilde komen om een lustmoord te plegen. Door het feit dat de advocaat van de verdachte het seksleven van Marnie ter sprake brengt komt de moordzaak niet rond; het OM moet zich met subsidiair ten laste gelegde doodslag behelpen. |                 |                                                     |                      |                  | |
| 13. | Victims         | Nick Kendrick                                       | Constantine Makris   | 9 februari 2001  | Eric Roberts - Sam Winfield Ann Dowd - Louise Durning Rosemarie DeWitt - Gloria Palmera Sylva Kelegian - Lindsay Branson Phyllis Somerville - mevr. Moss                                             |
| Als een voormalige verkrachter wordt vermoord gaan Benson en Stabler op onderzoek uit. Voor Stabler is dit een moeilijke zaak, dit omdat hij de verkrachter toen opgepakt heeft. Cragen eist van Stabler dat hij de zaak objectief behandelt en achter de moordenaar aangaat. Dan worden er nog meer voormalige verkrachters vermoord en de rechercheurs moeten nu alles op alles zetten om de dader te vinden. Tegen zijn zin gaat hij samen met Benson op zoek en komen uit bij een voormalig politieagent die nu actief is als buurtwacht en de buurt inlicht over voormalige verkrachters die in de buurt wonen. Hij ontkent echter hoog en laag de moorden maar zijn verklaring leidt naar een verpleegster in een buurtkliniek: zij blijkt de mannen vermoord te hebben omdat ze hiv-positief waren en hier hun vriendinnen mee besmet hadden. Zelf is ze ooit door een hiv-positieve man verkracht en besmet, en ze is hoe dan ook stervende aan aids en heeft niets meer te verliezen. Ze wilde voorkomen dat deze mannen willens en wetens meer vrouwen besmetten. Stabler heeft door een wond aan zijn hand mogelijk bloedcontact gehad met de besmette vriendin van een van de slachtoffers toen ze besmet was, hij moet hangende de uitslag van zijn bloedonderzoek een maand lang virusremmers slikken. |                 |                                                     |                      |                  | |
| 14. | Paranoia        | Dick Wolf Robert F. Campbell Jonathan Greene        | Richard Dobbs        | 16 februari 2001 | Khandi Alexander - Karen Smythe James Hanlon - Austin Bates Jason Kolotouros - Murray Sam Coppola - Sammy Dominic Fumusa - Coates                                                                    |
| Als een politieagente, Karen Smythe, wordt verkracht en bijna vermoord gaan Stabler en Benson op onderzoek uit. Het slachtoffer was de instructrice van Benson en die neemt deze zaak hoog op. Het onderzoek leidt hen naar de ex-man van haar die flinke gokschulden heeft en naar haar collega's. Ondertussen blijkt dat het IAB (Internal Affairs Bureau, het bureau dat criminaliteit binnen de politie zelf onderzoekt), de verkrachtingszaak hindert. Zij blijken de woekeraar zodanig te hebben geïntimideerd dat deze de gokschulden van de ex-man kwijtschold en maken bewijsmateriaal weg. Bovendien eisen ze alle papieren over de zaak op. Het blijkt dat het slachtoffer, dat zelf een IAB-informate was, meehielp met een onderzoek naar corruptie in haar eenheid wat niet in haar dank werd afgenomen door haar collega's. De verkrachting was feitelijk een moordpoging om Smythe voor altijd het zwijgen op de leggen, de seks was een 'bonus'. Als de zaak doorgang vindt, zal onthuld worden dat Smythe een IAB-informant was en is haar carrière over. Na aandringen van Benson laat Cabott de zaak daarom vallen, er blijft door de corruptie die Smythe onthuld heeft meer dan genoeg over om de daders jaren achter te tralies te zetten. Inmiddels heeft Stabler het goede nieuws gekregen dat hij niet hiv-besmet is, hoeft hij geen virusremmers meer te slikken die hem ziek maken, en heeft hij zijn eetlust terug. |                 |                                                     |                      |                  | |
| 15. | Countdown       | Dawn DeNoon Lisa Marie Petersen                     | Steve Shill          | 23 februari 2001 | Jim Gaffigan - Oliver Tunney Debbon Ayer - mevr. Douglas Andrea Bowen - Sophie Douglas Jeffrey DeMunn - Charlie Phillips                                                                             |
| Een achtjarig meisje weet uit een witte bestelwagen te ontsnappen; het kind bleek ontvoerd te zijn. De rechercheurs vermoeden dat zij ternauwernood ontsnapt was aan een seriemoordenaar die een vast patroon heeft met de ontvoering. Hij vermoordt zijn slachtoffers na drie dagen en volgt een specifiek patroon: dag één is een feestdag, dag twee is een fotodag en de laatste dag is een speciale dag waarop hij zijn slachtoffer verkracht en vermoordt. Als er nog een meisje verdwijnt weten de rechercheurs dat ze drie dagen hebben om haar te vinden, en er volgt een race tegen de klok. Door de sporen van eerdere moord-verkrachtingen volgens hetzelfde patroon te volgen komen ze bij de dader uit, en weten het meisje ternauwernood te bevrijden. Minder geluk heeft de huisbazin die de dader per ongeluk op heterdaad betrapte; zij wordt zijn laatste slachtoffer. |                 |                                                     |                      |                  | |
| 16. | Runaway         | David J. Burke Nick Kendrick                        | Richard Dobbs        | 2 maart 2001     | Lance Reddick - dr. Taylor Kelly Karbacz - Jill Foster Dan Ziskie - Frank Foster Kristin Griffith - mevr. Foster Sean Nelson - Tito Frank                                                            |
| Als een dochter van een collega politieagent wegloopt van huis gaan de rechercheurs op jacht naar haar. Het onderzoek leidt hen naar een ondergrondse wereld van ravefeesten en weggelopen tieners. De rechercheurs krijgen tijdens hun speurtocht hulp van een insider, Tito Frank en oud collega Monique Jeffries. Hoewel de verdachte wordt opgepakt overleven zowel het meisje als de informant Tito Frank het niet, wat aanleiding is voor een grondig onderzoek van Interne Zaken van de hele eenheid, |                 |                                                     |                      |                  | |
| 17. | Folly           | Todd Robinson                                       | Jud Taylor           | 23 maart 2001    | Eddie Cahill - Tommy Dowd Linda Stephens - mevr. Dowd Simon Jones - Darien Marshall J. Tucker Smith - Gary Sutton Marguerite MacIntyre - Darlene Sutton                                              |
| Als er een doodgeslagen jongen wordt gevonden gaan Benson en Stabler op onderzoek uit. Zij ontdekken dat het slachtoffer een gigolo was en komen uit bij een mannelijke escortbureau. Het blijkt dat de klant een geesteszieke vrouw is die 'verkracht' wil worden door een gigolo om vervolgens door haar man, die de held speelt, gewelddadig 'gered' te worden, meestal doordat de man de gigolo op het hoofd slaat met zware voorwerpen. De bazin van het escortbureau wist dit maar al te goed en stuurde jongens die niet genoeg naar haar luisterden willens en wetens naar dit moorddadige koppel. Wanneer een ander slachtoffer als informant wordt ingezet en ze dit ontdekt, overgiet ze hem met kokend water. De escortbazin en het koppel verdwijnen de gevangenis in met aanklachten wegens (poging) tot moord en mishandeling. |                 |                                                     |                      |                  | |
| 18. | Manhunt         | Jeff Eckerle                                        | Steve Wertimer       | 20 april 2001    | Adam LeFevre - politiechef Walker R.E. Rodgers - Darryl Kern Mike Dooly - ATF agent Gus Stone Charlotte Maier - Cheryl Baxter Anna Belknap - Sarah Kimmel Paul Sparks - Marty Potter / Marvin Posen  |
| Wanneer de details van een ontvoering overeenkomt met een serie van andere verkrachtingen en moorden gaan rechercheurs Munch en Fin op jacht naar een seriemoordenaar. Zij raken zeer gefrustreerd als het hen niet lukt om hem snel op te pakken en de moordenaar nog meer moorden pleegt, zij ontdekken wel dat hij hulp heeft van een handlanger. Uiteindelijk krijgen zij hem te pakken in Canada, zij raken dan in conflict met de Canadese justitie die hem niet uit willen leveren zolang Amerika de doodstraf wil en zal eisen. Cabot weet de Canadese justitie te verschalken met een juridische manoeuvre; slechts een relatief klein vergrijp (autodiefstal) wordt ten laste gelegd, de moorden worden achtergehouden tot de verdachte terug op Amerikaanse bodem is. |                 |                                                     |                      |                  | |
| 19. | Parasites       | Martin Weiss                                        | David Platt          | 27 april 2001    | Lance Reddick - dr. Taylor Mili Avital - Ava Parulis / Irina Parulis Victor Steinbach - Razvan Toscu Michele Pawk - Valentina Bilescu Matt Servitto - dr. Brad Stanton Gary Basaraba - George Burton |
| Als er stoffelijke resten van een jonge vrouw worden gevonden in de tuin van een appartementencomplex gaan Benson en Stabler op onderzoek uit. Hun enige aanknopingspunt is een halsband en riem wat bij de resten is gevonden, zij ontdekken dat de dode vrouw een Roemeense vrouw is genaamd Ava Parulis. Zij is vanuit Roemenië naar Amerika gebracht voor een gearrangeerde huwelijk. Tevens ontdekken zij dat zij een tweelingzus heeft, Irina Parulis. Dan maken zij een schokkende ontdekking, Ava leeft nog en heeft de plaats ingenomen van Irina die in het graf lag. Zelfs Irina's man en dochter wisten van niets, op de avond van de moord vertrok Irina en kwam Ava terug en deed zich voor als Irina. Dit heeft zij gedaan om zo te ontsnappen van een huwelijksbemiddelingsbureau dat tevens vrouwen in de prostitutie dwong en haar zus Oksana nog vasthield. Het brein blijken eigenaresse Valentina Bilescu en Roemeens consul Razvan Toscu. Deze laatste blijkt, volgens Ava's getuigenis, Irina persoonlijk te hebben doodgeslagen in de veronderstelling dat het Ava was die het waagde te dreigen de bende te onthullen. Wanneer de politie Toscu aan de moord weet te linken met duidelijk bewijs, heft Roemenië zijn diplomatieke immuniteit op en kan hij worden ingerekend. Irina kan in vrede rusten, maar haar weduwnaar wil niets meer met diens zus Ava te maken hebben.                                          |                 |                                                     |                      |                  | |
| 20. | Pique           | Judy McCreary                                       | Steve Shill          | 4 mei 2001       | Margot Kidder - Grace Mayberry Chad Lowe - Jason Mayberry Bruce MacVittie - mr. Tandy Jayce Bartok - P.K. Terry Alexander - hoofd beveiliging                                                        |
| Met hulp van een FBI psychiater, George Huang, ontdekken de rechercheurs een verschrikkelijk motief van een moord op het hoofd personeelsbeleid van een softwarebedrijf. Het spoor leidt snel naar een ontslagen beveiliger die ze hielp met een plaats op de politieacademie. Het motief wordt al snel duidelijk: hij leek obsessief verliefd op haar maar zij had op een gegeven moment het contact verbroken, haar aanbeveling aan de politieacademie ingetrokken en hem ontslagen omdat hij beveiligingscamera's misbruikte om naar borsten en billen te gluren. Ook worden bebloede naalden gevonden waarmee hij vrouwen in de rug en billen stak op drukke plaatsen, en blijkt hij sinds jonge leeftijd te zijn misbruikt door zijn overheersende moeder. Als de politie de moeder opzoekt treffen ze daar zowel het moordwapen als de verdachte aan: naakt in bed met zijn moeder die hij heeft doodgestoken. |                 |                                                     |                      |                  | |
| 21. | Scourge         | Neal Baer                                           | Alex Zakrzewski      | 11 mei 2001      | Karen Allen - Paula Varney David Chandler - Malcolm Hunt Kevin O'Rourke - Sam Donna Mitchell - mevr. Lindberg Jim Weston - Quentin Lindberg Richard Thomas - Daniel Varney                           |
| De rechercheurs zijn op zoek naar een seriemoordenaar die 4 moorden heeft gepleegd met paranoïde en religieuze motieven. Zijn vrouw smeekt bij de aanklagers medelijden te tonen vanwege zijn ziekte. Ondertussen komt Cabot onder vuur te liggen als zij de doodstraf wil eisen bij de verdachte. Dan blijkt dat de motieven zijn ontstaan door tertiaire syfilis die zijn hersenen volledig heeft geruïneerd; de man heeft deze waarschijnlijk nog voor zijn huwelijk opgedaan en kan niet meer genezen. Bovendien blijkt de man een medisch onderzoek te hebben ondergaan waaruit de besmetting bleek, en heeft de verzekeraar verzuimd de gezondheidsautoriteiten in te lichten. Het OM zet hard in op de verzekeraar en de man wordt niet toerekeningsvatbaar verklaard en in een kliniek opgesloten tot hij geschikt wordt geacht terecht te staan. Bij het verlaten van de rechtszaal kijkt de gekwetste vrouw van een van de slachtoffers rechercheur Stabler aan: de moordenaar van haar man en zoon ontloopt zijn straf. |                 |                                                     |                      |                  | |